# Нородом Сианук
Нородо́м Сиану́к (кхмер. នរោត្តម សីហនុ; 31 октября 1922 — 15 октября 2012) — камбоджийский государственный деятель, представитель династии Нородом. Король Камбоджи (1941—1955; 1993—2004). Глава государства Камбоджи (1960—1970). Премьер-министр Камбоджи (1945; 1950; 1952—1953; 1954; 1955—1956; 1956; 1957; 1958—1960; 1961—1962). Председатель Государственного совета Демократической Кампучии (1975—1976).

## Биография
Родился в Пномпене. Старший сын Короля Нородома Сурамарита и Королевы Сисоват Коссамак, Нородом Сианук получил начальное образование в Пномпене, в школе Ecole Francois Baudoin. Затем обучался в Сайгоне и в военном училище Сомур во Франции, бывшей тогда метрополией Индокитая. Во Франции принц Сианук познакомился с либеральными и социалистическими учениями. После смерти его деда по материнской линии короля Сисовата Монивонга 23 апреля 1941 года принц Сианук с одобрения вишистского правительства был избран королём Камбоджи и коронован в сентябре того же года.
После Второй мировой войны Сианук присоединился к национально-освободительному движению народов Индокитая, активно добиваясь от представителей Четвёртой республики признания Камбоджи, а также других стран Индокитая, суверенными государствами. В мае 1953 года он отправился в изгнание в Таиланд, объявив, что не вернётся, пока его стране не будет возвращена независимость. Кампания Сианука увенчалась успехом, и 9 ноября 1953 года Франция признала независимость Камбоджи.

### На посту премьер-министра
2 марта 1955 года Нородом Сианук неожиданно отрёкся от трона, передав его своему отцу и получив через несколько месяцев пост премьер-министра и министра иностранных дел.
Убеждённый в необходимости радикальных изменений в государственном управлении и экономике Нородом Сианук пошёл на беспрецедентный для члена королевской семьи шаг — образовал левоцентристское общественно-политическое объединение Народное социалистическое сообщество (Сангкум), объединившее большинство ведущих политических сил страны (кроме Демократической партии и прокоммунистической группы Прачеачун). Сангкум уверенно победил на первых всеобщих парламентских выборах и сформировал новое правительство. Программные принципы объединения были определены самим Нородомом Сиануком и являли собой эклектическую доктрину, соединявшую принципы демократического социализма, либеральной демократии, национализма и монархизма, нацеливаясь на демократизацию камбоджийской монархии и социализацию экономики. К 1960 году Сангкум объединял уже около миллиона граждан страны.
С 1956 года находился на должности постоянного представителя Камбоджи в ООН. В 1959 году проамериканскими силами при поддержке США и Таиланда была предпринята попытка сместить Сианука, но мятеж был подавлен верными премьеру Сиануку войсками.

### Глава государства

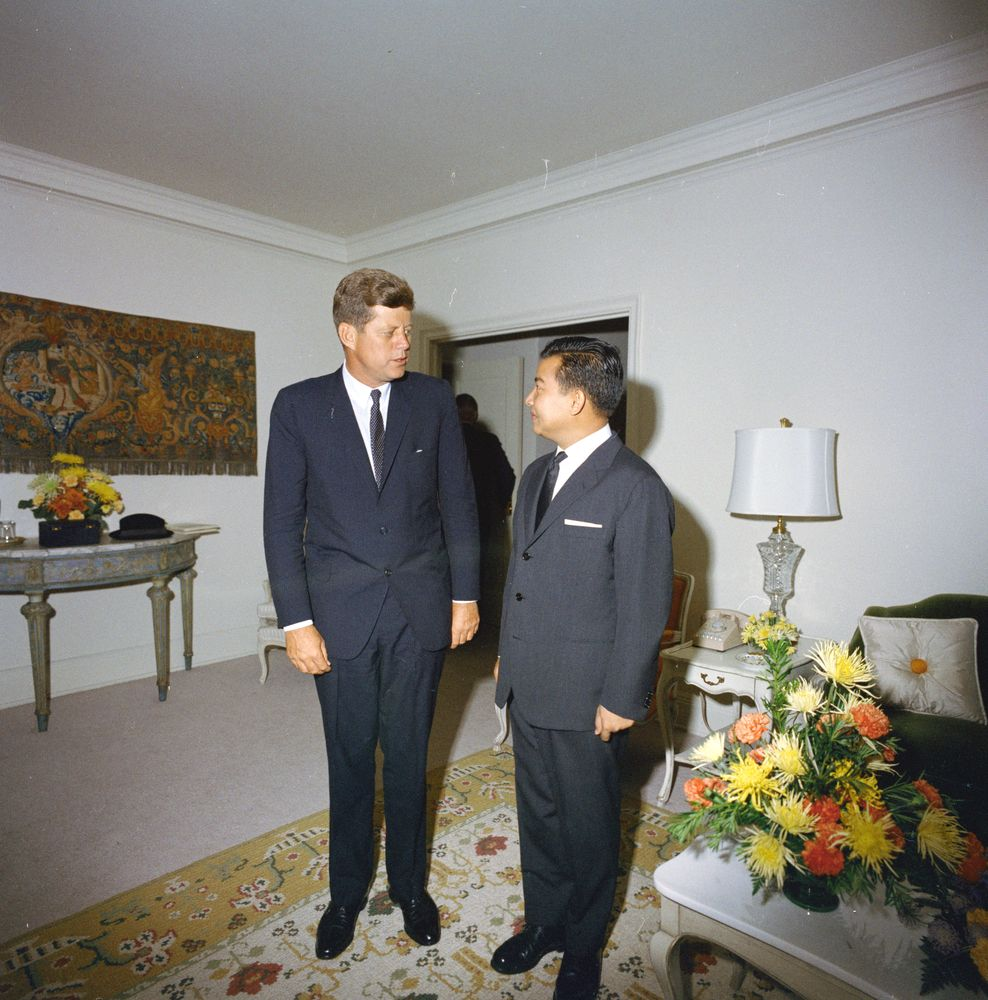
Джон Кеннеди и Нородом Сианук в 1961 году

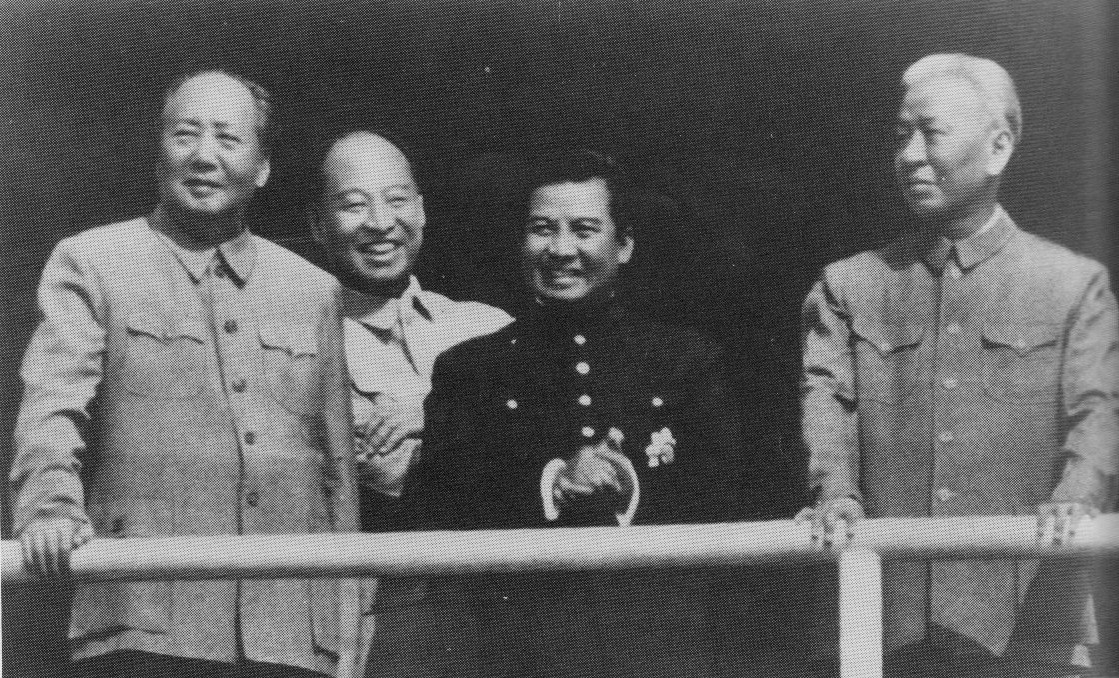
Мао Цзэдун, Нородом Сианук и Лю Шаоци в 1966 году

После смерти отца в апреле 1960 года Национальное собрание предложило пользовавшемуся чрезвычайным доверием Сиануку занять престол с широкими полномочиями. Однако он отказался и внёс изменения в конституцию, которые устанавливали процедуру избрания главы государства с помощью прямых выборов, а также меняли его титул и атрибутику. В июне 1960 года Нородом Сианук был избран главой государства, получив подавляющее большинство голосов.
На посту главы государства Сианук осуществил ряд глубоких социально-экономических преобразований и пытался наладить дружественные отношения как с социалистическими странами, так и со странами западного блока, сохраняя нейтралитет в холодной войне. Возмущённый вмешательством США во внутренние дела стран Индокитая, в ноябре 1963 года Нородом Сианук отказался от американской помощи. Одновременно он укреплял дружественные отношения с СССР и КНР (последние, впрочем, ухудшились после начатой Мао Цзэдуном «культурной революции»). В 1965 году глава Камбоджи при поддержке Китая разорвал дипломатические отношения с США. Более того, он даже заключил секретные договорённости с представителями Северного Вьетнама и Китая о предоставлении камбоджийской территории для переброски войск и снаряжения, а также размещения баз Демократической республики Вьетнам и НФОЮВ.
После начатого стараниями Пол Пота перехода кхмерских коммунистов к вооружённой борьбе против режима Сианука последний был вынужден пойти на компромисс с консервативными руководителями армии, по большей части правыми и проамериканскими, и назначить их выдвиженца Лон Нола новым премьер-министром.

### Союзник «красных кхмеров»

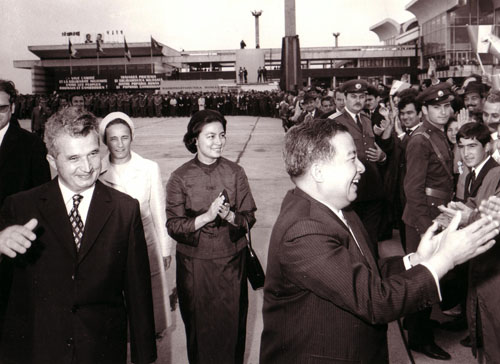
Нородом Сианук и Николае Чаушеску в 1971 году

В отсутствие Нородома Сианука 18 марта 1970 года правыми заговорщиками при поддержке США был совершён государственный переворот, и генерал Лон Нол возглавил страну. Лон Нол запретил партизанам НФОЮВ использовать морской порт Сиануквиль для транспортировки оружия и припасов, а от северовьетнамской армии потребовал покинуть страну. В ответ на это северовьетнамцы развернули крупное наступление против правительственных сил. К середине апреля камбоджийская армия находилась в тяжёлом положении, Лон Нол призвал на помощь войска Южного Вьетнама и части вооружённых сил США.
Вторжение в Камбоджу проводилось силами американской и южновьетнамской армии и представляло собой серию из 13 отдельных операций, в которых принимали участие в общей сложности от 80 до 100 тысяч военнослужащих. Южновьетнамская армия уже совершила несколько разведывательных вылазок в Камбоджу на протяжении марта—апреля. Она начала основную часть вторжения 30 апреля в районе «Клюв попугая» западнее Сайгона. На следующий день объединённые американо-южновьетнамские силы развернули наступление в районе «Рыболовный крючок».
Сианук остался в эмиграции, координируя действия камбоджийского правительства в изгнании в Китае — Королевского правительства национального единства, а также Национального единого фронта Кампучии, который объединил социалистов и либералов из окружения Сианука и их недавних врагов, «красных кхмеров». Несмотря на смену власти в Камбодже, большинство стран продолжало считать именно Сианука единственным законным представителем Камбоджи в международных организациях.
Воспользовавшись всеобщим народным недовольством правлением Лон Нола, северовьетнамские части под видом военизированных соединений НЕФК вступили на территорию Камбоджи и передали значительные территории на востоке страны под контроль партизан из движения «красных кхмеров». Когда 17 апреля 1975 года «красные кхмеры» вступили в Пномпень, Нородом Сианук получил шанс вернуться на родину и даже был назначен «главой государства», но практически сразу же был отстранён от власти экстремистским крылом «красных кхмеров» из числа сторонников Пол Пота и помещён под домашний арест вместе с номинальным премьер-министром Пенн Нутом. В апреле 1976 года Сианук и Пенн Нут были освобождены от должностей (их места заняли Кхиеу Самфан и Пол Пот). Получившие неограниченную власть в Демократической Кампучии «красные кхмеры» развернули полномасштабную кампанию геноцида против собственного народа, убив до трёх (из семи) миллионов граждан страны, среди которых было большинство родственников и близких друзей Сианука, и сам бывший король находился под угрозой уничтожения. Только после взятия Пномпеня вторгшимися в страну вьетнамскими войсками и силами восставшего кампучийского генерала Хенг Самрина 7 января 1979 года и последовавшего провозглашения Народной Республики Кампучия Сиануку было разрешено выехать в Китай.

### Противник Вьетнама

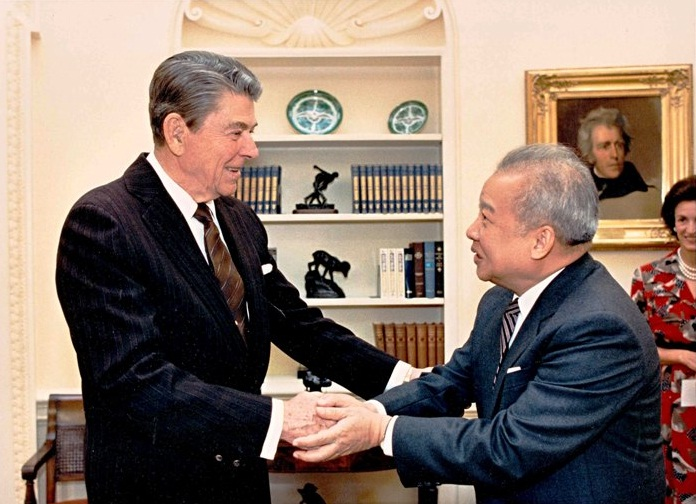
Рональд Рейган и Нородом Сианук в 1988 году

Так как большинство членов ООН, в том числе США, продолжали признавать (и поддерживать) режим свергнутого Пол Пота, Нородом Сианук не поддержал нового правительства НРК, а стал формальным главой коалиционного правительства в изгнании, в которое вошли Партия Демократической Кампучии («Красные кхмеры», не так давно державшие его самого под домашним арестом), Национальный фронт освобождения кхмерского народа (республиканцы и национал-либералы Сон Санна) и партия самого Сианука ФУНСИНПЕК. Коалиционное правительство опиралось на вооружённые формирования «Красных кхмеров» (Национальная армия Демократической Кампучии), гораздо меньшие Вооружённые силы национального освобождения кхмерского народа сторонников Сон Санна и наиболее слабую в военном отношении Национальную армию сианукистов самого Сианука. Все эти силы базировались в Таиланде и в труднодоступных районах камбоджийского запада.
С 1989 года начался вывод вьетнамских войск. НРК была преобразована в Государство Камбоджа. В 1991 году были заключены Парижские мирные соглашения о восстановлении Королевства Камбоджа, возвращении на трон Нородома Сианука и проведении свободных выборов.

### На троне и после отречения
В ноябре 1991 года Сианук занял пост председателя Верховного совета, а после победы его партии сторонников восстановления монархии на выборах 1993 года в сентябре 1993 года «во имя единства нации» отказался от данного в 1955 году торжественного обещания не возвращаться на престол. Он вернулся на королевский трон после принятия новой конституции, официально восстанавливающей демократию и конституционную монархию Королевство Камбоджа. Сын Нородома, принц Нородом Ранарит, был назначен первым премьер-министром, а премьер НРК Хун Сен — вторым. Вскоре после данного соглашения Хун Сен отстранил Ранарита от власти и стал единоличным премьер-министром — этот пост он занимал до 22 августа 2023 года.
Сианук отрёкся от престола 7 октября 2004 года по причине преклонного возраста и состоянию здоровья, получил титул Принца. Через неделю после отречения Сианука на трон взошёл его младший сын Нородом Сиамони. После отречения от престола жил в Пхеньяне (КНДР), затем переехал в Пекин (КНР).
После отречения от трона Сианук высказывался по острым общественно-политическим вопросам, вёл личный блог в интернете. Мировой резонанс в 2004 году получило его высказывание о том, что Камбодже пора разрешить своим гражданам заключать однополые браки. Оно вызвало критику в адрес Сианука. «Я благодарен вам за все обиды, которые вы нанесли мне. Моя Камбоджа в начале 1990-х годов решила быть демократической и либеральной страной. Каждый её житель, в том числе и король, может свободно высказывать своё мнение».

## Болезнь и смерть
С января 2012 года находился на лечении в пекинском госпитале. У Сианука были рак кишечника, сахарный диабет и гипертония. Умер 15 октября 2012 года в Пекине от сердечного приступа. 17 октября его тело было доставлено в Камбоджу специальным рейсом Air China в сопровождении высокопоставленных чиновников Китая и Камбоджи. По улицам Пномпеня тело провезли в повозке в форме феникса. Сотни тысяч камбоджийцев стояли вдоль улиц, многие затем пришли проститься к Королевскому дворцу. Посмертное имя Сианука — Barom Ratanakaodh.

## Личные увлечения
Помимо своих непосредственных политических обязанностей, Сианук внёс вклад и в кинематограф Камбоджи. Король снял по своим сценариям около 20 кинофильмов, такие как «Апсара» (1966), «Моя деревня на закате» (1992), «Увидеть Ангкор и… умереть» (1993), «Крестьянин и женщина в беде» (1998). Местная пресса неоднозначно оценивала кинематографические изыскания Сианука, считая, что у главы государства есть более важные задачи и более подходящие для их решения занятия.
Кроме кино, Сианук увлекался также музыкой. Он отлично пел и играл на нескольких музыкальных инструментах, написал около полусотни песен национал-патриотического содержания, а также выступал с ансамблем, состоявшим из его родственников. Его любимыми музыкальными направлениями были латиноамериканская музыка, джаз, эстрада, лёгкая инструментальная и военная музыка. Восточногерманская фирма Amiga выпустила несколько пластинок с авторской инструментальной музыкой Сианука, которую исполнял танцевальный оркестр Лейпцигского радио под управлением Вальтера Айхенберга. Также музыкальные композиции короля пользовались популярностью в Китае и Северной Корее, где издавались на нелицензионных пластинках.

## Награды
Награды Камбоджи
| Страна   | Дата                            | Награда                                     | Награда                                     | Литеры |
| -------- | ------------------------------- | ------------------------------------------- | ------------------------------------------- | ------ |
| Камбоджа | 5 октября 1995 — 7 октября 2004 | Суверен Большого ордена Национальных заслуг | Суверен Большого ордена Национальных заслуг |        |
| Камбоджа | 14 июня 1993 — 7 октября 2004   | Суверен                                     | Национального ордена Независимости          |        |
| Камбоджа | 17 ноября 1963 — 11 апреля 1976 | Гроссмейстер                                | Национального ордена Независимости          |        |
| Камбоджа | 14 июня 1993 — 7 октября 2004   | Суверен                                     | Королевского ордена Камбоджи                |        |
| Камбоджа | июнь 1960 — 11 апреля 1976      | Гроссмейстер                                | Королевского ордена Камбоджи                |        |
| Камбоджа | 24 апреля 1941 — 3 марта 1955   | Суверен                                     | Королевского ордена Камбоджи                |        |
| Камбоджа | 14 июня 1993 — 7 октября 2004   | Суверен                                     | Королевского ордена королевы                |        |
| Камбоджа | 1 октября 1962 — 11 апреля 1976 | Гроссмейстер                                | Королевского ордена королевы                |        |
| Камбоджа | 14 июня 1993 — 7 октября 2004   | Суверен                                     | Королевского ордена Сахаметреи              |        |
| Камбоджа | июнь 1960 — 11 апреля 1976      | Гроссмейстер                                | Королевского ордена Сахаметреи              |        |
| Камбоджа | 9 сентября 1948 — 3 марта 1955  | Суверен                                     | Королевского ордена Сахаметреи              |        |
| Камбоджа | 14 июня 1993 — 7 октября 2004   | Суверен                                     | Королевского ордена Соватхары               |        |
| Камбоджа | июнь 1960 — 11 апреля 1976      | Гроссмейстер                                | Королевского ордена Соватхары               |        |
| Камбоджа | 24 апреля 1941 — 3 марта 1955   | Суверен                                     | Королевского ордена Соватхары               |        |
| Камбоджа | 14 июня 1993 — 7 октября 2004   | Суверен                                     | Королевского ордена Монисерапхон            |        |
| Камбоджа | июнь 1960 — 11 апреля 1976      | Гроссмейстер                                | Королевского ордена Монисерапхон            |        |
| Камбоджа | 24 апреля 1941 — 3 марта 1955   | Суверен                                     | Королевского ордена Монисерапхон            |        |

Награды иностранных государств
| Страна       | Дата                    | Награда                                                                                              | Награда                                                                                              | Литеры |
| ------------ | ----------------------- | --- | --- | ------ |
| Бахрейн      | -                       | Кавалер Королевского семейного ордена Короны Брунея                                                  | Кавалер Королевского семейного ордена Короны Брунея                                                  | DKMB   |
| Италия       | -                       | Кавалер Большого креста ордена «За заслуги перед Итальянской Республикой»                            | Кавалер Большого креста ордена «За заслуги перед Итальянской Республикой»                            |        |
| Марокко      | -                       | Кавалер Большой ленты ордена Трона                                                                   | Кавалер Большой ленты ордена Трона                                                                   |        |
| Япония       | ? —                     | Кавалер цепи                                                                                         | ордена Хризантемы                                                                                    |        |
| Япония       | 2 декабря 1955 — ?      | Кавалер Большой ленты                                                                                | ордена Хризантемы                                                                                    |        |
| Франция      | 21 октября 1941         | Кавалер Большого креста                                                                              | ордена Почётного легиона                                                                             |        |
| Франция      | 3 мая — 21 октября 1941 | Гранд-офицер                                                                                         | ордена Почётного легиона                                                                             |        |
| Вьетнам      | 3 апреля 1942           | Кавалер Большого креста ордена Дракона Аннама                                                        | Кавалер Большого креста ордена Дракона Аннама                                                        |        |
| Мьянма       | 15 ноября 1954          | Великий командор ордена Истины                                                                       | Великий командор ордена Истины                                                                       |        |
| Таиланд      | 15 декабря 1954         | Кавалер ордена Королевского дома Чакри                                                               | Кавалер ордена Королевского дома Чакри                                                               | ม.จ.ก. |
| Чехословакия | 1955                    | Кавалер ордена Белого льва 1 класса                                                                  | Кавалер ордена Белого льва 1 класса                                                                  |        |
| СССР         | 1956                    | Кавалер ордена Суворова 1 степени                                                                    | Кавалер ордена Суворова 1 степени                                                                    |        |
| Испания      | 22 июня 1956            | Кавалер Большого креста Военных заслуг белого дивизиона                                              | Кавалер Большого креста Военных заслуг белого дивизиона                                              |        |
| Польша       | июль 1956               | Кавалер Большого креста ордена Возрождения Польши                                                    | Кавалер Большого креста ордена Возрождения Польши                                                    |        |
| Австрия      | 29 августа 1956         | Кавалер Большого креста с золотой звездой Почётного знака «За заслуги перед Австрийской Республикой» | Кавалер Большого креста с золотой звездой Почётного знака «За заслуги перед Австрийской Республикой» |        |
| Филиппины    | 31 января 1957          | Кавалер цепи ордена Сикатуны                                                                         | Кавалер цепи ордена Сикатуны                                                                         |        |
| Вьетнам      | 1959                    | Кавалер Большой ленты Национального ордена Вьетнама                                                  | Кавалер Большой ленты Национального ордена Вьетнама                                                  |        |
| Египет       | 9 ноября 1959           | Кавалер цепи ордена Нила                                                                             | Кавалер цепи ордена Нила                                                                             |        |
| Сирия        | 15 ноября 1959          | Кавалер ордена Омейядов                                                                              | Кавалер ордена Омейядов                                                                              |        |
| Сингапур     | 9 апреля 1963           | Кавалер ордена Темасека                                                                              | Кавалер ордена Темасека                                                                              |        |
| Лаос         | 18 апреля 1963          | Кавалер цепи                                                                                         | ордена Миллиона слонов и белого зонтика                                                              |        |
| Лаос         | — 18 апреля 1963        | Кавалер Большой ленты                                                                                | ордена Миллиона слонов и белого зонтика                                                              |        |
| КНДР         | 1965                    | Кавалер Ордена Государственного знамени I степени КНДР                                               | Кавалер Ордена Государственного знамени I степени КНДР                                               |        |
| Югославия    | 17 января 1968          | Кавалер Большой звезды Югославии                                                                     | Кавалер Большой звезды Югославии                                                                     |        |
| Индонезия    | 1 апреля 1968           | Кавалер Первого класса Звезды Индонезии                                                              | Кавалер Первого класса Звезды Индонезии                                                              |        |
| Эфиопия      | 4 мая 1968              | Кавалер Большого креста ордена Царицы Савской                                                        | Кавалер Большого креста ордена Царицы Савской                                                        | GCQS   |
| Малайзия     | 21 декабря 1968         | Кавалер Наивозвышенного ордена Короны Королевства                                                    | Кавалер Наивозвышенного ордена Короны Королевства                                                    | DMN    |
| Нигер        | 5 ноября 1969           | Кавалер Большого креста ордена Заслуг                                                                | Кавалер Большого креста ордена Заслуг                                                                |        |
| Мали         | 1973                    | Кавалер Большого креста Национального ордена Мали                                                    | Кавалер Большого креста Национального ордена Мали                                                    |        |

- Международная премия Ким Ир Сена (29 марта 2012 года)[18].